# Bořivoj Sedlák
Bořivoj Sedlák (12. června 1922 Brno-Brněnské Ivanovice – 29. srpna 1980 Klosterneuburg) byl český silniční motocyklový závodník. Za službu v československé vojenské jednotce v Anglii obdržel Medaili Za chrabrost.

## Závodní kariéra
V Mistrovství Československa silničních motocyklů startoval mezi léty 1955–1960. Závodil ve třídách do 350 cm³ a 500 cm³ na motocyklech Jawa a Norton. V celkovém hodnocení skončil nejlépe na 2. místě ve třídě do 350 cm³ v roce 1958. V roce 1958 vyhrál na Nortonu 350 cm³ závod mistrovství republiky v Piešťanech. V 1. ročníku Velké ceny Československa v Brně 1950 skončil ve třídě do 350 cm³ na 3. místě. V roce 1951 při dalším ročníku startoval na továrním motocyklu ČZ-Walter OHC 350 cm³, vedl, ale po technické závadě v posledním kole skončil na 3. místě.

## Úspěchy
- Mistrovství Československa silničních motocyklů – celková klasifikace
  - 1955 do 500 cm³ – 7. místo – Jawa
  - 1957 do 350 cm³ – 6. místo – Norton
  - 1958 do 350 cm³ – 2. místo – Norton
  - 1958 do 500 cm³ – 7. místo – Norton
  - 1960 do 350 cm³ – 10. místo – Jawa